# Sauerstoffindex
Der Sauerstoffindex (abgekürzt OI, oder LOI = Limiting Oxygen Index) ist eine Kenngröße zur Beschreibung des Brandverhaltens vor allem von Kunststoffen. Es ist die minimale Sauerstoffkonzentration eines Sauerstoff-Stickstoff-Gemisches, unter dem die Verbrennung bei den Prüfbedingungen anhält.
Die Prüfung eines vertikal angeordneten Prüfkörpers wurde von Fenimore und Martin vorgeschlagen und zunächst 1977 in der amerikanischen ASTM-Norm D 2863 festgelegt.
Ein Stoff brennt umso besser, je niedriger sein Sauerstoffindex ist. Ist in einem Stoff Sauerstoff chemisch gebunden, so kann dieser bei einem Brand freigesetzt werden und mit enthaltenem Kohlenstoff reagieren. Holz beispielsweise enthält rund 42 % Sauerstoff. Bei Ahornholz, Birkenholz oder Kiefernholz als Feststoff ist daher der Sauerstoffindex niedriger als jener von Nylon, PVC hart, PVC weich, Polyester oder Wolle und kann daher auch als Grünholz eine Brandlast bilden, was Brände in Hackschnitzellagern deutlich zeigen.

## Hintergrund
Jede Verbrennung benötigt Sauerstoff. Unter Standardbedingungen gilt für die Volumenkonzentration von Sauerstoff in der Luft σi =21 %. Ein Kunststoff, der zur Verbrennung eine höhere Sauerstoffkonzentration  benötigt, sollte selbstverlöschend sein.

## Messverfahren

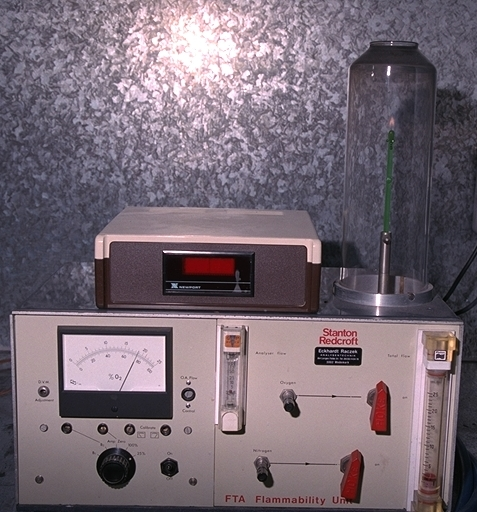
Sauerstoffindex-Messgerät

### Oberer Abbrand
Die Probe, deren Sauerstoffindex ermittelt werden soll, wird in einem stehenden Glasrohr, das von einer Sauerstoff-Stickstoff-Mischung durchströmt wird, von oben entzündet. Nach Entfernen der Zündflamme wird das Brandverhalten beobachtet. Brennt die Flamme länger als 180 Sekunden oder erreicht eine 50 mm unterhalb der oberen Kante befindliche Messmarke, wird die Sauerstoffkonzentration im folgenden Versuch reduziert, im anderen Fall erhöht. Dies wird so lange durchgeführt, bis bei einer bestimmten Konzentration 50 % der Prüfkörper brennen.

### Weitere Methoden
Unter anderem in der Norm ECSS-Q-70-21A der ECSS der ESA wird für in der Raumfahrt verwendete Werkstoffe neben einem Brenntest einer senkrechten Materialkante in geschlossener Kammer auch eine Bestimmung des Sauerstoffindex bei Abbrand nach Zündung durch eine unterhalb der Probe angeordnete Gasflamme standardisiert.

## Anforderungen
Vom Internationalen Eisenbahnverband (UIC) wurden folgende Anforderungen bezüglich des Sauerstoffindexes festgelegt:
| Anwendungsbereich                                              | Anforderung an OI |
| -------------------------------------------------------------- | ----------------- |
| Vorhangstoffe                                                  | ≥ 28              |
| Schichtpressstoffplatten                                       | ≥ 35              |
| Glasfaserverstärkte ungesättigte Polyesterharzformstoffe GF-UP | ≥ 26              |

## Kritik
Die Sauerstoff-Index-Bestimmung bei oberem Abbrand ist sicherlich eine gute Basis für die Werkstoffentwicklung, z. B. die Untersuchung der Wirkung von Flammschutzmitteln. Allerdings sind die Prüfbedingungen (Abbrand von oben und erhöhte Sauerstoffkonzentration) praxisfremd, denn in vielen Fällen erfolgt der Abbrand von unten. Dadurch ist der Werkstoff im oberen Teil vorgeheizt, wodurch er auch in Luft mit einem Sauerstoffanteil unterhalb des Sauerstoffindexes brennen kann.

## Normen
- DIN EN ISO 4589 Kunststoffe – Bestimmung des Brandverhaltens durch den Sauerstoff-Index
- ASTM D 2863-77 Measuring the Minimum Oxygen Concentration to Support Candle-like Combustion of Plastics (Oxygen Index)
- NT Fire 013 (Norwegen)
- AS 2122.2-1978 Combustion propagation Characteristics of plastics. Part 2 - Determination of Minimum Oxygen Concentration for Flame Propagation Following Top Surface Ignition of Vertically Oriented Specimens. (Australien)
- BS 2782:Part 1: Methods 141 A to 141 D: 1978; Plastics, Part 1: Thermal Properties. Method 141A: Oxygen index of combustion of a rigid bar of 10 mm x 4 mm nominal cross section. (Großbritannien)
- NF T 51-071, Mai 1977: Matières plastiques, réaction au feu, détermination de l'indice d'oxygène. (Frankreich)
- JIS K 7201-1972 (Japan)
- GOST 12.1.044 (Russland)